# Mustelus dorsalis
Mustelus dorsalis är en hajart som beskrevs av Gill 1864. Mustelus dorsalis ingår i släktet Mustelus och familjen hundhajar. IUCN kategoriserar arten globalt som otillräckligt studerad. Inga underarter finns listade i Catalogue of Life.